# Linea Keiō Inokashira
La linea Keiō Inokashira (京王井の頭線?, Keiō Inokashira-sen) è una ferrovia suburbana a scartamento ridotto operata dalla società privata Keiō Corporation nell'area occidentale della periferia di Tokyo, collegando Shibuya con la stazione di Kichijōji a Musashino. Non è direttamente connessa ai binari della linea Keiō a causa dello scartamento differente, ma è possibile effettuare uno scambio alla stazione di Meidaimae.

## Storia

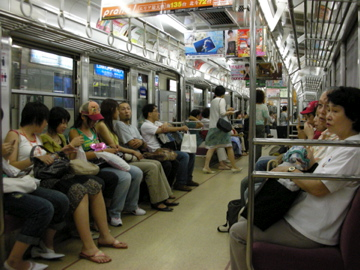
Interno di un treno della linea

La linea aprì nel 1933 inizialmente fra Shibuya, a Tokyo, a Inokashira-kōen, posseduta dalle Ferrovie Elettriche Teito (帝都電鉄?, Teito Dentetsu), parte del gruppo Odakyū. I binari utilizzati erano gli stessi a scartamento ridotto di 1067 mm delle altre linee Odakyu, e l'elettrificazione era a 600 V in corrente continua. La ferrovia venne poi estesa a Kichijōji nell'aprile 1934. Nel maggio 1940 la compagnia si fuse con le Ferrovie Odakyū e il 1º maggio 1942 la Odakyu si unì con la Ferrovia elettrica Tokyo-Yokohama (東京横浜電鉄?) per diventare parte della Ferrovia Elettrica Tokyo Kyuko  (l'attuale Tōkyū Corporation), mentre la linea Teito divenne l'attuale linea Inokashira.
Dopo la seconda guerra mondiale la Tokyu venne divisa, e la linea Inokashira passò sotto il controllo della Keio.
Una ferrovia chiamata Interconnessione di Daita (代田連絡線?, Daita-renraku-sen) univa la stazione di Daita-nichōme (l'attuale stazione di Shin-Daita) sulla linea Inokashira con la stazione di Setagaya-Nakahara (l'attuale Setagaya-Daita) sulla linea Odakyū Odawara dal giugno 1945, ma venne chiusa nel 1952. L'anno successivo i binari vennero rimossi, ma oggi rimangono ancora alcuni segni del passaggio di essa.
Due stazioni, Tōdaimae (東大前駅?, Tōdaimae-eki) e Komaba (駒場駅?, Komaba-eki) furono chiuse nel 1965 per venire riunificate nell'attuale stazione di Komaba-Tōdaimae.
Dal 25 febbraio 1969 entrarono in servizio i primi treni dotati di aria condizionata. Dal 30 aprile 1971, vennero inaugurati i treni della serie 3000 a 5 carrozze, e dal 15 dicembre dello stesso anno iniziarono i servizi espressi con fermate limitate.
Dal 22 febbraio 2013 sulla linea Keio sono state introdotte le numerazioni di stazione. La linea Inokashira viene indicata dal codice "IN" seguito da un numero progressivo.

## Servizi e Stazioni

### Tipologie di servizi
Sulla linea convivono due livelli di servizio: i treni locali fermano a tutte le stazioni, mentre gli espressi fermano in quelle principali.
- Locale (各停?, kakutei) ("L")
- Espresso (急行?, kyūkō) ("E")

### Stazioni
- Tutte le stazioni si trovano a Tokyo (area metropolitana)

| Num. | Stazione          | Giapponese | Distanza interst. | Distanza totale | E  | Collegamenti | Posizione |
| ---- | ----------------- | ---------- | ----------------- | --------------- | -- | --- | --------- |
|      | Shibuya           | 渋谷       | -                 | 0.0             | ●  | JR East ■ Linea Saikyō ■ Shōnan-Shinjuku ■ Yamanote Tōkyū Corporation ● Linea Den-en-toshi ● Linea Tōyoko Tokyo Metro Linea Ginza Hanzōmon Fukutoshin | Shibuya   |
|      | Shinsen           | 神泉       | 0.5               | 0.5             | ｜ | | Shibuya   |
|      | Komaba-Tōdaimae   | 駒場東大前 | 0.9               | 1.4             | ＊ | | Meguro    |
|      | Ikenoue           | 池ノ上     | 1.0               | 2.4             | ｜ | | Setagaya  |
|      | Shimokitazawa     | 下北沢     | 0.6               | 3.0             | ●  | ● Linea Odakyū Odawara | Setagaya  |
|      | Shin-Daita        | 新代田     | 0.5               | 3.5             | ｜ | | Setagaya  |
|      | Higashi-Matsubara | 東松原     | 0.5               | 4.0             | ｜ | | Setagaya  |
|      | Meidaimae         | 明大前     | 0.9               | 4.9             | ●  | Linea Keiō | Setagaya  |
|      | Eifukuchō         | 永福町     | 1.1               | 6.0             | ●  | | Suginami  |
|      | Nishi-Eifuku      | 西永福     | 0.7               | 6.7             | ｜ | | Suginami  |
|      | Hamadayama        | 浜田山     | 0.8               | 7.5             | ｜ | | Suginami  |
|      | Takaido           | 高井戸     | 1.2               | 8.7             | ｜ | | Suginami  |
|      | Fujimigaoka       | 富士見ヶ丘 | 0.8               | 9.5             | ｜ | Deposito | Suginami  |
|      | Kugayama          | 久我山     | 0.7               | 10.2            | ●  | | Suginami  |
|      | Mitakadai         | 三鷹台     | 1.0               | 11.2            | ｜ | | Mitaka    |
|      | Parco Inokashira  | 井の頭公園 | 0.9               | 12.1            | ＊ | | Mitaka    |
|      | Kichijōji         | 吉祥寺     | 0.6               | 12.7            | ●  | ■ Linea Chūō | Musashino |